# Contea di Mineral (Nevada)
La contea di Mineral, in inglese Mineral County, è una contea dello Stato del Nevada, negli Stati Uniti. La popolazione al censimento del 2000 era di 5 071 abitanti. Il capoluogo di contea è Hawthorne.

## Geografia fisica

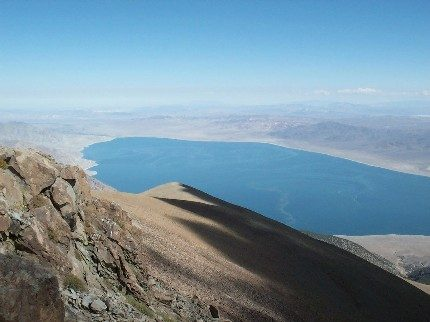
Walker Lake Recreation Area, una zona turistica

La contea si trova nella parte occidentale del Nevada. L'U.S. Census Bureau certifica che l'estensione della contea è di 9876 km², di cui 9728 km² composti da terra e i rimanenti 148 km² composti di acqua.
Il territorio consiste prevalentemente in montagne aride e vallate aride, anche se a ovest si trova il Lago Walker e a sud parte della foresta Toiyabe. Il fiume principale è il Walker.
Tra le aree protette nazionali troviamo la foresta nazionale di Inyo e quella di Toiyabe. Nel territorio della contea si trova anche parte della Riserva Walker River.

### Contee confinanti
- Contea di Lyon - nord-ovest
- Contea di Churchill - nord
- Contea di Nye - nord-est
- Contea di Esmeralda - sud-est
- Contea di Mono (California) - sud-ovest

## Storia
La contea di Mineral è stata creata con parti della contea di Esmeralda nel 1911. Il nome è dato dall'area circostante che contiene diversi minerali. Hawthorne è sempre stato il capoluogo.

## Comuni

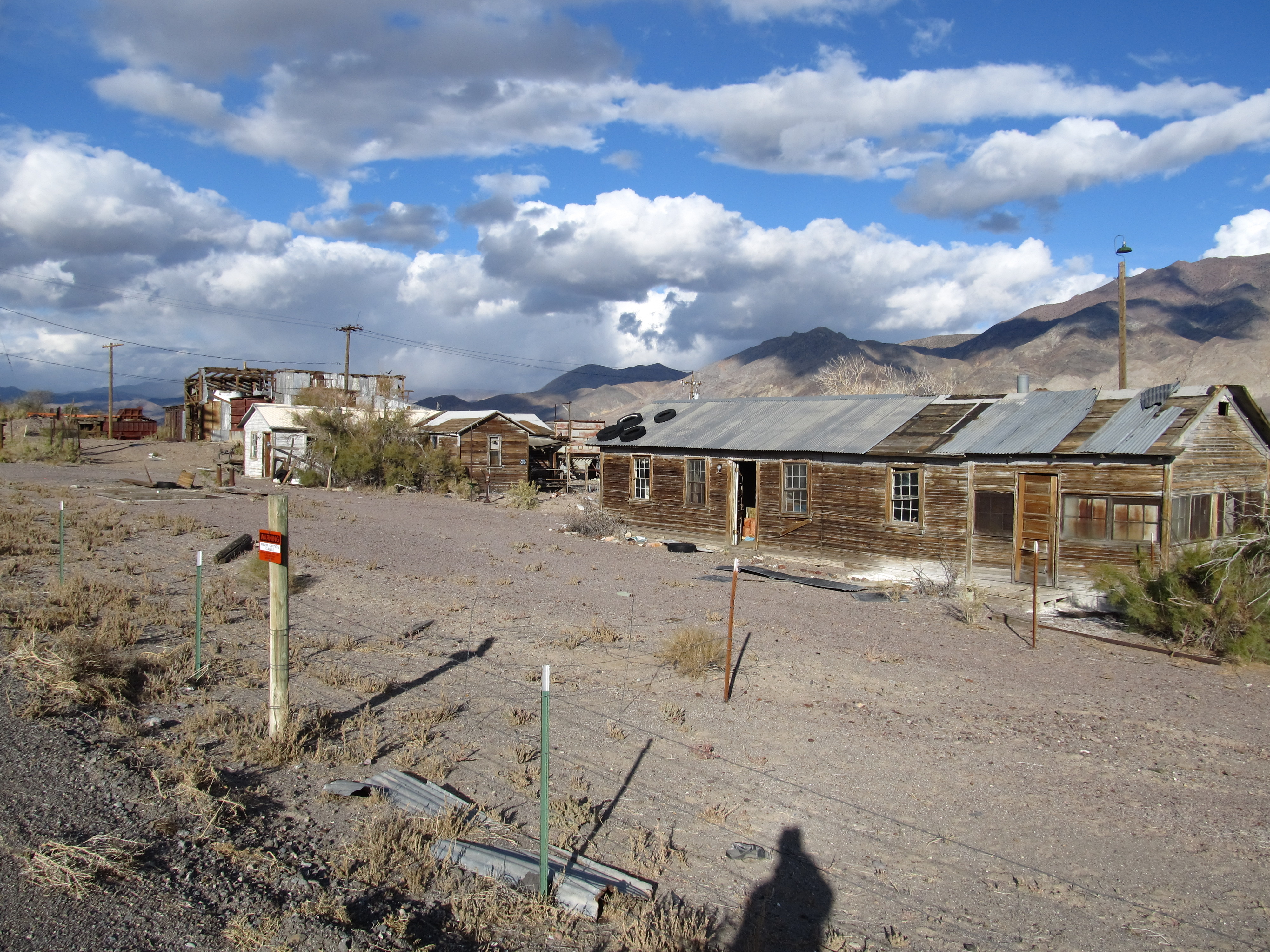
Sodaville, una città fantasma vicino a Mina

Non ci sono city né town nella contea.

### Census-designated places
- Hawthorne (capoluogo)
- Mina
- Schurz
- Walker Lake